# تپه تیغن
تپه تیغن مربوط به دوران‌های تاریخی پس از اسلام است و در شهرستان دره‌شهر، روستای جهاد آباد واقع شده و این اثر در تاریخ ۱۷ بهمن ۱۳۷۹ با شمارهٔ ثبت ۳۰۴۷ به‌عنوان یکی از آثار ملی ایران به ثبت رسیده‌است.
تیغن یا (تقی خان )از نزدیکان کریم خان زند (به احتمال قوی خواهرزاده)  از ایل قیاسوند و حاکم تمام منطقه لرستان غربی بود .وعملا مرزدار نوار مرزی  در زمان زندیه و تحرکات حکومت عثمانی را کنترل میکرد .
بعد از سقوط زند به تحریک شاه قاجار  و با خیانت نزدیکانش ،  تیغن توسط اسماعیل خان فیلی به قتل رسید .
تیغن را می توان آخرین حاکم  مستقل از مردمان لک در لرستان دانست 